# Associazione Calcio Cesena 1979-1980
Questa voce raccoglie le informazioni riguardanti l'Associazione Calcio Cesena nelle competizioni ufficiali della stagione 1979-1980.

## Stagione
Il presidente Dino Manuzzi affida il Cesena ad Osvaldo Bagnoli per questa stagione, e lui lo ripaga con un campionato notevole. Un vero peccato la partenza tentennante, perché il girone di ritorno è da squadra rivelazione. La squadra romagnola si piazza alle spalle delle tre promosse con 43 punti. Salgono in Serie A il Como con 48 punti, la Pistoiese con 46 punti, il Brescia con 45 punti. Retrocedono in Serie C1 la Sambenedettese, la Ternana, il Parma ed il Matera. Miglior realizzatore stagionale bianconero Carlo De Bernardi con 11 reti.
Nella Coppa Italia il Cesena, prima del campionato, disputa il settimo girone di qualificazione, che promuove il Napoli, che passa alla Fiorita (1-3) ai Quarti di finale della manifestazione.

## Rosa
| N. |                   | Ruolo | Calciatore           |
| -- | ----------------- | ----- | -------------------- |
|    | Italia (bandiera) | D     | Daniele Arrigoni     |
|    | Italia (bandiera) | A     | Mauro Babbi          |
|    | Italia (bandiera) | D     | Corrado Benedetti    |
|    | Italia (bandiera) | C     | Massimo Bonini       |
|    | Italia (bandiera) | A     | Antonio Bordon       |
|    | Italia (bandiera) | C     | Silvio Budellacci    |
|    | Italia (bandiera) | D     | Giampiero Ceccarelli |
|    | Italia (bandiera) | A     | Carlo De Bernardi    |
|    | Italia (bandiera) | A     | Franco De Falco      |
|    | Italia (bandiera) | C     | Graziano Gori        |

| N. |                   | Ruolo | Calciatore         |
| -- | ----------------- | ----- | ------------------ |
|    | Italia (bandiera) | C     | Sergio Maddè       |
|    | Italia (bandiera) | C     | Gabriele Morganti  |
|    | Italia (bandiera) | D     | Giancarlo Oddi     |
|    | Italia (bandiera) | C     | Adriano Piraccini  |
|    | Italia (bandiera) | P     | Angelo Recchi      |
|    | Italia (bandiera) | D     | Mariano Riva       |
|    | Italia (bandiera) | P     | Sergio Settini     |
|    | Italia (bandiera) | A     | Fabiano Speggiorin |
|    | Italia (bandiera) | C     | Gabriele Valentini |
|    | Italia (bandiera) | A     | Flaviano Zandoli   |

## Calciomercato
| Acquisti         | Acquisti          | Acquisti       | Acquisti   |
| R.               | Nome              | da             | Modalità   |
| ---------------- | ----------------- | -------------- | ---------- |
| C                | Massimo Bonini    | Forlì          | definitivo |
| p                | Angelo Recchi     | Pescara        | definitivo |
| D                | Mariano Riva      | Udinese        | definitivo |
| A                | Antonio Bordon    | Bologna        | definitivo |
| A                | Graziano Gori     | Taranto        | definitivo |
| A                | Carlo De Bernardi | Udinese        | definitivo |
| Altre operazioni |                   |                |            |
| R.               | Nome              | da             | Modalità   |
| D                | Daniele Conti     | Vis Pesaro     | definitivo |
| C                | Giuseppe Angelini | Delfini Rimini | definitivo |
| C                | Silvio Budelacci  | Cesenatico     | definitivo |

| Cessioni         | Cessioni             | Cessioni | Cessioni      |
| R.               | Nome                 | a        | Modalità      |
| ---------------- | -------------------- | -------- | ------------- |
| C                | Giuseppe Dossena     | Bologna  | definitivo    |
| C                | Gabriele Valentini   | Verona   | definitivo    |
| C                | Fulvio Zuccheri      | Bologna  | definitivo    |
| A                | Franco De Falco      | Forlì    | definitivo    |
| D                | Daniele Arrigoni     | Udinese  | prestito      |
| A                | Carlo Petrini        | Bologna  | definitivo    |
| C                | Giacomo Piangerelli  | Verona   | definitivo    |
| C                | Sergio Maddè         | Nocerina | definitivo    |
| P                | Graziano Piagnerelli | Pescara  | definitivo    |
| D                | Franco Fabbri        | SPAL     | definitivo    |
| D                | Pierluigi Cera       |          | fine carriera |
| Altre operazioni |                      |          |               |
| R.               | Nome                 | a        | Modalità      |
| A                | Roberto Notari       | Modena   | definitivo    |
| D                | Fabio Ferri          | Forlì    | definitivo    |
| C                | Giovanni Zagati      | Messina  | definitivo    |

## Risultati

### Serie B

#### Girone di andata
| Arbitro: | Lanese (Messina) |

|  |           |                |
|  | Marcatori | 39’ Boninsegna |

| Arbitro: | Tani (Livorno) |

|                                  |           |                        |
| Oddi 60’ (aut.) Scala 81’ (rig.) | Marcatori | 30’ Zandoli 73’ Bordon |

| Arbitro: | Terpin (Trieste) |

|               |           |  |
| A. Bordon 63’ | Marcatori |  |

| Arbitro: | Lops (Torino) |

|  |           |                |
|  | Marcatori | 60’ Ceccarelli |

| Arbitro: | Falzier (Treviso) |

|  |           |                                   |
|  | Marcatori | 26’ Bergossi 69’ (rig.) Magherini |

| Arbitro: | Magni (Bergamo) |

|              |           |                                 |
| Corvasce 67’ | Marcatori | 57’ (aut.) Taddei 79’ Benedetti |

| Cesena 28 ottobre 1979 7ª giornata | Cesena              | 0 – 0 referto | Lecce | Stadio La Fiorita\| Arbitro: \| Materassi (Firenze) \| |
| Arbitro:                           | Materassi (Firenze) |               |       |                                                        |

| Genova 4 novembre 1979 8ª giornata | Sampdoria       | 0 – 0 referto | Cesena | Stadio Luigi Ferraris\| Arbitro: \| Facchin (Udine) \| |
| Arbitro:                           | Facchin (Udine) |               |        |                                                        |

| Arbitro: | Altobelli (Roma) |

|  |           |           |
|  | Marcatori | 9’ Cesati |

| Arbitro: | Parussini (Udine) |

|               |           |               |
| Chiarenza 46’ | Marcatori | 77’ Benedetti |

| Arbitro: | Barbaresco (Cormons) |

|                |           |  |
| Massimelli 11’ | Marcatori |  |

| Arbitro: | Mascia (Milano) |

|                 |           |                     |
| De Bernardi 73’ | Marcatori | 89’ (aut.) Morganti |

| Arbitro: | Menegali (Roma) |

|                           |           |          |
| Cantarutti 3’ Barbana 42’ | Marcatori | 64’ Riva |

| Arbitro: | Colasanti (Roma) |

|                |           |              |
| Babbi 13’, 15’ | Marcatori | 90’ Raffaele |

| Arbitro: | Lops (Torino) |

|  |           |                            |
|  | Marcatori | 78’ Bonini 86’ De Bernardi |

| Cesena 6 gennaio 1980 16ª giornata | Cesena         | 0 – 0 referto | Monza | Stadio La Fiorita\| Arbitro: \| Tani (Livorno) \| |
| Arbitro:                           | Tani (Livorno) |               |       |                                                   |

| Arbitro: | Milan (Treviso) |

|               |           |              |
| A. Bordon 40’ | Marcatori | 46’ Casaroli |

| Como 20 gennaio 1980 18ª giornata | Como             | 0 – 0 referto | Cesena | Stadio Giuseppe Sinigaglia\| Arbitro: \| Paparesta (Bari) \| |
| Arbitro:                          | Paparesta (Bari) |               |        |                                                              |

| Arbitro: | Castaldi (Vasto) |

|                                      |           |                                         |
| A. Bordon 8’ Ceccarelli 45’ Riva 76’ | Marcatori | 12’ (rig.) Gibellini 59’ Giani 68’ Grop |

#### Girone di ritorno
| Arbitro: | Mascia (Milano) |

|                                          |           |                        |
| Vignola 4’ Piangerelli 25’ D'Ottavio 69’ | Marcatori | 82’ (aut.) Ca. Gentile |

| Arbitro: | Facchin (Udine) |

|                               |           |               |
| Gori 10’ A. Bordon 57’ (rig.) | Marcatori | 60’ Garritano |

| Terni 17 febbraio 1980 22ª giornata | Ternana     | 0 – 0 | Cesena | Stadio Libero Liberati\| Arbitro: \| Rufo (Roma) \| |
| Arbitro:                            | Rufo (Roma) |       |        |                                                     |

| Cesena 24 febbraio 1980 23ª giornata | Cesena        | 0 – 0 | Brescia | Stadio La Fiorita\| Arbitro: \| Redini (Pisa) \| |
| Arbitro:                             | Redini (Pisa) |       |         |                                                  |

| Arbitro: | Bianciardi (Siena) |

|            |           |                          |
| Silipo 44’ | Marcatori | 38’ (rig.) F. Speggiorin |

| Arbitro: | Lops (Torino) |

|                             |           |            |
| Maddè 23’ (rig.) Bonini 80’ | Marcatori | 17’ Taddei |

| Arbitro: | Ballerini (La Spezia) |

|                      |           |             |
| Re 69’, 74’ Riva 90’ | Marcatori | 10’ Sartori |

| Arbitro: | Paparesta (Bari) |

|                      |           |  |
| De Bernardi 69’, 74’ | Marcatori |  |

| Pistoia 30 marzo 1980 28ª giornata | Pistoiese | 0 – 0 | Cesena | Stadio Comunale\| Arbitro: \| Mascia \| |
| Arbitro:                           | Mascia    |       |        |                                         |

| Arbitro: | Tani (Livorno) |

|                                                |           |              |
| De Bernardi 23’ A. Bordon 30’ G. Gori 68’, 83’ | Marcatori | 86’ Belluzzi |

| Cesena 13 aprile 1980 30ª giornata | Cesena              | 0 – 0 | Taranto | Stadio La Fiorita\| Arbitro: \| Panzino (Catanzaro) \| |
| Arbitro:                           | Panzino (Catanzaro) |       |         |                                                        |

| Genova 20 aprile 1980 31ª giornata | Genoa           | 0 – 0 | Cesena | Stadio Luigi Ferraris\| Arbitro: \| Menegali (Roma) \| |
| Arbitro:                           | Menegali (Roma) |       |        |                                                        |

| Arbitro: | Magni (Bergamo) |

|                 |           |               |
| De Bernardi 90’ | Marcatori | 19’ Contratto |

| Arbitro: | Mattei (Macerata) |

|            |           |                      |
| Florio 51’ | Marcatori | 37’, 59’ De Bernardi |

| Arbitro: | Benedetti (Roma) |

|                      |           |                      |
| De Bernardi 37’, 59’ | Marcatori | 29’ Rosi 68’ Del Prà |

| Arbitro: | Longhi (Roma) |

|  |           |                   |
|  | Marcatori | 80’ F. Speggiorin |

| Arbitro: | Ciulli (Roma) |

|             |           |             |
| Borzoni 68’ | Marcatori | 79’ G. Gori |

| Arbitro: | Mattei (Macerata) |

|                                |           |  |
| Pozzato 19’ (aut.) G. Gori 78’ | Marcatori |  |

| Ferrara 8 giugno 1980 38ª giornata | SPAL            | 0 – 0 | Cesena | Stadio Comunale\| Arbitro: \| Menegali (Roma) \| |
| Arbitro:                           | Menegali (Roma) |       |        |                                                  |

### Coppa Italia

#### Primo turno
| Arbitro: | Mattei (Macerata) |

|             |           |                               |
| Zandoli 35’ | Marcatori | 28’ Ferrario 81’, 85’ Damiani |

| Arbitro: | Parussini (Udine) |

|            |           |  |
| Quadri 27’ | Marcatori |  |

| Arbitro: | Magni (Bergamo) |

|              |           |                                   |
| Brugnera 82’ | Marcatori | 22’ (aut.) Quagliozzi 38’ G. Gori |

| Arbitro: | Tonolini (Milano) |

|                                         |           |                 |
| G. Gori 32’ A. Bordon 36’ Benedetti 89’ | Marcatori | 43’, 81’ Zanone |

## Statistiche

### Statistiche di squadra
| Competizione | Punti | In casa | In casa | In casa | In casa | In casa | In casa | In trasferta | In trasferta | In trasferta | In trasferta | In trasferta | In trasferta | Totale | Totale | Totale | Totale | Totale | Totale | DR |
| Competizione | Punti | G       | V       | N       | P       | Gf      | Gs      | G            | V            | N            | P            | Gf           | Gs           | G      | V      | N      | P      | Gf     | Gs     | DR |
| ------------ | ----- | ------- | ------- | ------- | ------- | ------- | ------- | ------------ | ------------ | ------------ | ------------ | ------------ | ------------ | ------ | ------ | ------ | ------ | ------ | ------ | -- |
| Serie B      | 43    | 19      | 7       | 9       | 3       | 24      | 17      | 19           | 5            | 10           | 4            | 15           | 15           | 38     | 12     | 19     | 7      | 39     | 32     | +7 |
| Coppa Italia | 4     | 2       | 1       | 0       | 1       | 4       | 5       | 2            | 1            | 0            | 1            | 2            | 2            | 4      | 2      | 0      | 2      | 6      | 7      | -1 |
| Totale       | 32    | 21      | 8       | 9       | 4       | 28      | 22      | 21           | 6            | 10           | 5            | 17           | 17           | 42     | 14     | 19     | 9      | 45     | 39     | +6 |

### Statistiche dei giocatori
| Giocatore      | Serie B  | Serie B | Serie B     | Serie B    | Coppa Italia | Coppa Italia | Coppa Italia | Coppa Italia | Totale   | Totale | Totale      | Totale     |
| Giocatore      | Presenze | Reti    | Ammonizioni | Espulsioni | Presenze     | Reti         | Ammonizioni  | Espulsioni   | Presenze | Reti   | Ammonizioni | Espulsioni |
| -------------- | -------- | ------- | ----------- | ---------- | ------------ | ------------ | ------------ | ------------ | -------- | ------ | ----------- | ---------- |
| D. Arrigoni    | 5        | 0       | ?           | ?          | 4            | 0            | ?            | ?            | 9        | 0      | ?           | ?          |
| M. Babbi       | 2        | 2       | ?           | ?          | 0            | 0            | 0            | 0            | 2        | 2      | 0+          | 0+         |
| C. Benedetti   | 34       | 2       | ?           | ?          | 4            | 1            | ?            | ?            | 38       | 3      | ?           | ?          |
| M. Bonini      | 26       | 2       | ?           | ?          | 2            | 0            | ?            | ?            | 28       | 2      | ?           | ?          |
| A. Bordon      | 25       | 6       | ?           | ?          | 4            | 1            | ?            | ?            | 29       | 7      | ?           | ?          |
| S. Budellacci  | 11       | 0       | ?           | ?          | 2            | 0            | ?            | ?            | 13       | 0      | ?           | ?          |
| G. Ceccarelli  | 33       | 1       | ?           | ?          | 3            | 0            | ?            | ?            | 36       | 1      | ?           | ?          |
| C. De Bernardi | 32       | 11      | ?           | ?          | 0            | 0            | 0            | 0            | 32       | 11     | 0+          | 0+         |
| F. De Falco    | 1        | 0       | ?           | ?          | 1            | 0            | ?            | ?            | 2        | 0      | ?           | ?          |
| G. Gori        | 34       | 5       | ?           | ?          | 3            | 2            | ?            | ?            | 37       | 7      | ?           | ?          |
| S. Maddè       | 21       | 0       | ?           | ?          | 0            | 0            | 0            | 0            | 21       | 0      | 0+          | 0+         |
| G. Morganti    | 35       | 0       | ?           | ?          | 4            | 0            | ?            | ?            | 39       | 0      | ?           | ?          |
| G. Oddi        | 38       | 0       | ?           | ?          | 4            | 0            | ?            | ?            | 42       | 0      | ?           | ?          |
| A. Piraccini   | 10       | 0       | ?           | ?          | 1            | 0            | ?            | ?            | 11       | 0      | ?           | ?          |
| A. Recchi      | 38       | -31     | ?           | ?          | 2            | -3           | ?            | ?            | 40       | -34    | ?           | ?          |
| M. Riva        | 30       | 2       | ?           | ?          | 0            | 0            | 0            | 0            | 30       | 2      | 0+          | 0+         |
| S. Settini     | 1        | -1      | ?           | ?          | 2            | -4           | ?            | ?            | 3        | -5     | ?           | ?          |
| F. Speggiorin  | 20       | 3       | ?           | ?          | 4            | 0            | ?            | ?            | 24       | 3      | ?           | ?          |
| G. Valentini   | 25       | 0       | ?           | ?          | 4            | 0            | ?            | ?            | 29       | 0      | ?           | ?          |
| F. Zandoli     | 28       | 1       | ?           | ?          | 4            | 1            | ?            | ?            | 32       | 2      | ?           | ?          |